# Biophytum adiantoides
Biophytum adiantoides är en harsyreväxtart som beskrevs av Robert Wight och Edgew. & Hook. f.. Biophytum adiantoides ingår i släktet Biophytum och familjen harsyreväxter. Inga underarter finns listade i Catalogue of Life.